# Ініго II (король Наварри)
Ініго II (*Inigo II Gerces, бл. 860 — бл.933) — король Памплони (Наварри) і співволодар Фортуна I у 882—905 роках.

## Життєпис
Походив з династії Хіменеса. Старший син Гарсії Хіменеса, короля Наварри, та Онеки де Сангуеси. Про молоді роки замало відомостей. Вважається, що брав участь у походах батька ще до здобуття тим влади. Отримав титул графа Алави.
Після його загибелі у 882 році став співволодарем Фортуна I. Причини цього невідомі. Напевне, це було своєрідним компромісом правлячої династії Інігес зі впливовими родами Наварри.
Водночас Ініго II підтримав Фортуна I у 905 році під час заколоту на чолі із своїм братом Санчо Гарсесом, якого підтримали Арагон, Астурія та Пальяр. Зазнавши поразки, Ініго II втратив владу й вимушений був тікати до Кордови.
Про нього нічого невідомо до 925 року, коли зумів повернутися до Памплони. У 931 році після смерті свого брата Хімено Гарсеса спробував повалити владу небожа Гарсію I, але у протистоянні з матір'ю останнього Тодою Ініго зазнав поразки і загинув приблизно 933 року.

## Родина
Дружина — Хімена, донька Бласко Фортунеса (сина Фортуна I).
Діти:
- Тода (д/н), дружина Гарсії де Ольса
- Гарсія (д/н—905)
- Хімено (д/н—після 905)
- Санчо (д/н—після 905)
- Фортун (д/н—після 905)